# Nombre de parlementaires en France sous la Cinquième République
Le nombre de parlementaires, députés et sénateurs, siégeant respectivement à l'Assemblée nationale et au Sénat, a évolué au cours de la Cinquième République française. La constitution de 1958, dans son article 25, renvoie à la loi organique et à la loi ordinaire la fixation des modalités de constitution des assemblées parlementaires. Depuis la révision constitutionnelle de 2008, le nombre de députés est fixé à son plafond constitutionnel de 577.

## Nombre de députés par législature
Au début de la Ve République, en 1958, les 33 députés maintenus en fonction au titre de la représentation provisoire des anciens territoires d'outre-mer sont toujours présents à l'Assemblée nationale ; ils y restent jusqu'au 15 juillet 1959. De même, les 71 députés élus dans les départements algériens (67) et du Sahara (4) ne verront la fin de leur mandat qu'en 1962, au moment de l'indépendance de l'Algérie. La deuxième législature voit le début d'une certaine stabilité : les 465 circonscriptions de France métropolitaine ainsi que les 17 d'outre-mer portent le nombre total de députés à 482. Cinq nouveaux sièges sont créés en 1966 à l'occasion de la réorganisation de la région parisienne, puis trois autres dans le cadre de la modification de la région lyonnaise en 1972 et, enfin, un siège est créé en 1975 lors de la bidépartementalisation de la Corse (qui élisait auparavant trois députés).
La première augmentation significative du nombre de représentants à l'Assemblée a eu lieu au moment de l'institution d'un scrutin de liste à la représentation proportionnelle dans le cadre du département, en 1986. Pour refléter l'évolution de la démographie française, de nouveaux sièges ont été créés dans une cinquantaine de départements, sans toutefois qu'il en soit supprimé dans les départements dont la population avait diminué. Ce nombre de 577 a été maintenu lors du rétablissement du scrutin par circonscription en juillet 1986 et n'a pas non plus varié lors du redécoupage des circonscriptions législatives françaises de 2010. Depuis la Loi constitutionnelle du 23 juillet 2008, il est d'ailleurs fixé par la Constitution (article 24) comme un maximum.
| Législatures | Première     | Deuxième | Troisième | Quatrième | Cinquième | Sixième     | Septième  | Huitième |
| Sièges       | 576          | 482      | 487       | 487       | 490       | 491         | 491       | 577      |
| Législatures | Neuvième     | Dixième  | Onzième   | Douzième  | Treizième | Quatorzième | Quinzième | Seizième |
| Sièges       | 575          | 577      | 577       | 577       | 577       | 577         | 577       | 577      |
| Législatures | Dix-septième |          |           |           |           |             |           |          |
| Sièges       | 577          |          |           |           |           |             |           |          |

## Nombre de sénateurs depuis 1958
Le nombre de sénateurs était en 1958 de 301, soit 255 pour les départements de métropole, 33 pour les départements algériens et du Sahara, 7 pour les départements d'outre-mer, 6 pour les Français établis hors de France et 6 pour les territoires d'outre-mer. Lors de la création des nouveaux départements en région parisienne, le total de sénateurs pour la France métropolitaine a été porté à 264. Une loi organique de 1976 a prévu une augmentation de cet effectif pour tenir compte de l'évolution démographique de la France : 33 nouveaux sièges sont attribués lors des renouvellements partiels de 1977, 1980 et 1983, le mode de renouvellement du Sénat se faisant par tiers tous les trois ans. Une seconde augmentation de 32 sièges a été réalisée lors des élections de 2004, 2008 et 2011, faisant de ce fait passer le total de sénateurs de 316 à 348.
| Années | 1959-1962 | 1962-1965 | 1965-1968 | 1968-1971 | 1971-1974 | 1974-1977 | 1977-1980 | 1980-1983 | 1983-1986 | 1986-1989 |
| Sièges | 309       | 274       | 274       | 283       | 283       | 283       | 295       | 305       | 318       | 320       |
| Années | 1989-1992 | 1992-1995 | 1995-1998 | 1998-2001 | 2001-2004 | 2004-2008 | 2008-2011 | 2011-2014 | 2014-2017 | 2017-2020 |
| Sièges | 322       | 322       | 322       | 322       | 322       | 331       | 343       | 348       | 348       | 348       |
| Années | 2020-2023 | 2023-2026 |           |           |           |           |           |           |           |           |
| Sièges | 348       | 348       |           |           |           |           |           |           |           |           |

## Nombre de députés et de sénateurs par département ou territoire
| Département ou territoire        | Population 2008 | Députés 1958 | Évolution 1958 1986 | Députés 1986 | Évolution 1986 2012 | Députés 2012 | Sénateurs 2011 |
| -------------------------------- | --------------- | ------------ | ------------------- | ------------ | ------------------- | ------------ | -------------- |
| Ain                              | +581 355,       | 3            | (1)                 | 4            | (1)                 | 5            | 3              |
| Aisne                            | +538 790,       | 5            | en stagnation       | 5            | en stagnation       | 5            | 3              |
| Allier                           | +342 807,       | 4            | en stagnation       | 4            | (1)                 | 3            | 2              |
| Alpes-de-Haute-Provence          | +157 965,       | 2            | en stagnation       | 2            | en stagnation       | 2            | 1              |
| Hautes-Alpes                     | +134 205,       | 2            | en stagnation       | 2            | en stagnation       | 2            | 1              |
| Alpes-Maritimes                  | +1 084 428,     | 6            | (3)                 | 9            | en stagnation       | 9            | 5              |
| Ardèche                          | +311 452,       | 3            | en stagnation       | 3            | en stagnation       | 3            | 2              |
| Ardennes                         | +284 197,       | 3            | en stagnation       | 3            | en stagnation       | 3            | 2              |
| Ariège                           | +150 201,       | 2            | en stagnation       | 2            | en stagnation       | 2            | 1              |
| Aube                             | +301 327,       | 3            | en stagnation       | 3            | en stagnation       | 3            | 2              |
| Aude                             | +349 237,       | 3            | en stagnation       | 3            | en stagnation       | 3            | 2              |
| Aveyron                          | +275 889,       | 3            | en stagnation       | 3            | en stagnation       | 3            | 2              |
| Bouches-du-Rhône                 | +1 966 005,     | 11           | (5)                 | 16           | en stagnation       | 16           | 8              |
| Calvados                         | +678 303,       | 5            | (1)                 | 6            | en stagnation       | 6            | 3              |
| Cantal                           | +148 737,       | 2            | en stagnation       | 2            | en stagnation       | 2            | 2              |
| Charente                         | +351 581,       | 3            | (1)                 | 4            | (1)                 | 3            | 2              |
| Charente-Maritime                | +611 714,       | 5            | en stagnation       | 5            | en stagnation       | 5            | 3              |
| Cher                             | +313 251,       | 3            | en stagnation       | 3            | en stagnation       | 3            | 2              |
| Corrèze                          | +242 896,       | 3            | en stagnation       | 3            | (1)                 | 2            | 2              |
| Corse-du-Sud                     | +140 953,       | 3            |                     | 2            | en stagnation       | 2            | 1              |
| Haute-Corse                      | +162 013,       |              |                     | 2            | en stagnation       | 2            | 1              |
| Côte-d'Or                        | +521 608,       | 4            | (1)                 | 5            | en stagnation       | 5            | 3              |
| Côtes-d'Armor                    | +581 570,       | 5            | en stagnation       | 5            | en stagnation       | 5            | 3              |
| Creuse                           | +123 907,       | 2            | en stagnation       | 2            | (1)                 | 1            | 2              |
| Dordogne                         | +409 388,       | 4            | en stagnation       | 4            | en stagnation       | 4            | 2              |
| Doubs                            | +522 685,       | 3            | (2)                 | 5            | en stagnation       | 5            | 3              |
| Drôme                            | +478 069,       | 3            | (1)                 | 4            | en stagnation       | 4            | 3              |
| Eure                             | +577 087,       | 4            | (1)                 | 5            | en stagnation       | 5            | 3              |
| Eure-et-Loir                     | +423 559,       | 3            | (1)                 | 4            | en stagnation       | 4            | 3              |
| Finistère                        | +890 509,       | 8            | en stagnation       | 8            | en stagnation       | 8            | 4              |
| Gard                             | +694 323,       | 4            | (1)                 | 5            | (1)                 | 6            | 3              |
| Haute-Garonne                    | +1 217 344,     | 6            | (2)                 | 8            | (2)                 | 10           | 5              |
| Gers                             | +185 266,       | 2            | en stagnation       | 2            | en stagnation       | 2            | 2              |
| Gironde                          | +1 421 276,     | 10           | (1)                 | 11           | (1)                 | 12           | 6              |
| Hérault                          | +1 019 798,     | 5            | (2)                 | 7            | (2)                 | 9            | 4              |
| Ille-et-Vilaine                  | +967 588,       | 6            | (1)                 | 7            | (1)                 | 8            | 4              |
| Indre                            | +232 004,       | 3            | en stagnation       | 3            | (1)                 | 2            | 2              |
| Indre-et-Loire                   | +585 406,       | 4            | (1)                 | 5            | en stagnation       | 5            | 3              |
| Isère                            | +1 188 660,     | 7            | (2)                 | 9            | (1)                 | 10           | 5              |
| Jura                             | +260 740,       | 2            | (1)                 | 3            | en stagnation       | 3            | 2              |
| Landes                           | +373 142,       | 3            | en stagnation       | 3            | en stagnation       | 3            | 2              |
| Loir-et-Cher                     | +326 599,       | 3            | en stagnation       | 3            | en stagnation       | 3            | 2              |
| Loire                            | +742 076,       | 7            | en stagnation       | 7            | en stagnation       | 6            | 4              |
| Haute-Loire                      | +221 834,       | 2            | en stagnation       | 2            | en stagnation       | 2            | 2              |
| Loire-Atlantique                 | +1 255 871,     | 8            | (2)                 | 10           | en stagnation       | 10           | 5              |
| Loiret                           | +650 769,       | 4            | (1)                 | 5            | (1)                 | 6            | 3              |
| Lot                              | +172 796,       | 2            | en stagnation       | 2            | en stagnation       | 2            | 2              |
| Lot-et-Garonne                   | +326 399,       | 3            | en stagnation       | 3            | en stagnation       | 3            | 2              |
| Lozère                           | +76 973,        | 2            | en stagnation       | 2            | (1)                 | 1            | 1              |
| Maine-et-Loire                   | +774 823,       | 6            | (1)                 | 7            | en stagnation       | 7            | 4              |
| Manche                           | +496 937,       | 5            | en stagnation       | 5            | (1)                 | 4            | 3              |
| Marne                            | +566 010,       | 4            | (2)                 | 6            | (1)                 | 5            | 3              |
| Haute-Marne                      | +186 470,       | 2            | en stagnation       | 2            | en stagnation       | 2            | 2              |
| Mayenne                          | +302 983,       | 3            | en stagnation       | 3            | en stagnation       | 3            | 2              |
| Meurthe-et-Moselle               | +729 768,       | 7            | en stagnation       | 7            | (1)                 | 6            | 4              |
| Meuse                            | +194 218,       | 2            | en stagnation       | 2            | en stagnation       | 2            | 2              |
| Morbihan                         | +710 034,       | 6            | en stagnation       | 6            | en stagnation       | 6            | 3              |
| Moselle                          | +1 042 230,     | 8            | (2)                 | 10           | (1)                 | 9            | 5              |
| Nièvre                           | +220 653,       | 3            | en stagnation       | 3            | (1)                 | 2            | 2              |
| Nord                             | +2 564 959,     | 23           | (1)                 | 24           | (3)                 | 21           | 11             |
| Oise                             | +799 725,       | 5            | (2)                 | 7            | en stagnation       | 7            | 4              |
| Orne                             | +292 282,       | 3            | en stagnation       | 3            | en stagnation       | 3            | 2              |
| Pas-de-Calais                    | +1 459 531,     | 14           | en stagnation       | 14           | (2)                 | 12           | 7              |
| Puy-de-Dôme                      | +628 485,       | 5            | (1)                 | 6            | (1)                 | 5            | 3              |
| Pyrénées-Atlantiques             | +647 420,       | 4            | (2)                 | 6            | en stagnation       | 6            | 3              |
| Hautes-Pyrénées                  | +229 079,       | 2            | (1)                 | 3            | (1)                 | 2            | 2              |
| Pyrénées-Orientales              | +441 387,       | 2            | (2)                 | 4            | en stagnation       | 4            | 2              |
| Bas-Rhin                         | +1 091 015,     | 8            | (1)                 | 9            | en stagnation       | 9            | 5              |
| Haut-Rhin                        | +746 072,       | 5            | (2)                 | 7            | (1)                 | 6            | 4              |
| Rhône                            | +1 690 498,     | 10           | (4)                 | 14           | en stagnation       | 14           | 7              |
| Haute-Saône                      | +238 548,       | 2            | (1)                 | 3            | (1)                 | 2            | 2              |
| Saône-et-Loire                   | +553 968,       | 5            | (1)                 | 6            | (1)                 | 5            | 3              |
| Sarthe                           | +559 587,       | 5            | en stagnation       | 5            | en stagnation       | 5            | 3              |
| Savoie                           | +408 842,       | 3            | en stagnation       | 3            | (1)                 | 4            | 2              |
| Haute-Savoie                     | +716 277,       | 3            | (2)                 | 5            | (1)                 | 6            | 3              |
| Paris (Seine)                    | +2 211 297,     | 55           |                     | 21           | (1)                 | 18           | 12             |
| Seine-Maritime                   | +1 248 580,     | 10           | (2)                 | 12           | (2)                 | 10           | 6              |
| Seine-et-Marne                   | +1 303 702,     | 5            | (4)                 | 9            | (2)                 | 11           | 6              |
| Yvelines (Seine-et-Oise)         | +1 406 053,     | 18           |                     | 12           | en stagnation       | 12           | 6              |
| Deux-Sèvres                      | +365 059,       | 3            | (1)                 | 4            | (1)                 | 3            | 2              |
| Somme                            | +568 086,       | 5            | (1)                 | 6            | (1)                 | 5            | 3              |
| Tarn                             | +371 738,       | 3            | (1)                 | 4            | en stagnation       | 3            | 2              |
| Tarn-et-Garonne                  | +235 915,       | 2            | en stagnation       | 2            | en stagnation       | 2            | 2              |
| Var                              | +1 001 408,     | 4            | (3)                 | 7            | (1)                 | 8            | 4              |
| Vaucluse                         | +538 902,       | 3            | (1)                 | 4            | (1)                 | 5            | 3              |
| Vendée                           | +616 906,       | 4            | (1)                 | 5            | en stagnation       | 5            | 3              |
| Vienne                           | +424 354,       | 3            | (1)                 | 4            | en stagnation       | 4            | 2              |
| Haute-Vienne                     | +373 940,       | 3            | (1)                 | 4            | (1)                 | 3            | 2              |
| Vosges                           | +380 145,       | 4            | en stagnation       | 4            | en stagnation       | 4            | 2              |
| Yonne                            | +342 359,       | 3            | en stagnation       | 3            | en stagnation       | 3            | 2              |
| Territoire de Belfort            | +141 958,       | 2            | en stagnation       | 2            | en stagnation       | 2            | 1              |
| Essonne                          | +1 205 850,     |              |                     | 10           | en stagnation       | 10           | 5              |
| Hauts-de-Seine                   | +1 549 619,     |              |                     | 13           | en stagnation       | 13           | 7              |
| Seine-Saint-Denis                | +1 506 466,     |              |                     | 13           | (1)                 | 12           | 6              |
| Val-de-Marne                     | +1 310 876,     |              |                     | 12           | (1)                 | 11           | 6              |
| Val-d'Oise                       | +1 165 397,     |              |                     | 9            | (1)                 | 10           | 5              |
| Guadeloupe                       | +401 784,       | 3            | (1)                 | 4            | en stagnation       | 4            | 3              |
| Martinique                       | +397 693,       | 3            | (1)                 | 4            | en stagnation       | 4            | 2              |
| Guyane                           | +219 266,       | 1            | (1)                 | 2            | en stagnation       | 2            | 2              |
| La Réunion                       | +808 250,       | 3            | (2)                 | 5            | (2)                 | 7            | 4              |
| Nouvelle-Calédonie               |                 | 1            | (1)                 | 2            | en stagnation       | 2            | 2              |
| Saint-Pierre-et-Miquelon         |                 | 1            | en stagnation       | 1            | en stagnation       | 1            | 1              |
| Polynésie française              |                 | 1            | (1)                 | 2            | (1)                 | 3            | 2              |
| Wallis-et-Futuna                 |                 |              |                     | 1            | en stagnation       | 1            | 1              |
| Mayotte                          |                 |              |                     | 1            | (1)                 | 2            | 2              |
| Saint-Barthélemy et Saint-Martin |                 |              |                     |              | (1)                 | 1            | 2              |
| Français établis hors de France  |                 |              |                     |              | (11)                | 11           | 12             |
| Territoire des Comores           |                 | 2            | –                   | –            | –                   | –            | –              |
| Côte française des Somalis/TFAI  |                 | 1            | –                   | –            | –                   | –            | –              |
| Algérie et Sahara                |                 | 71           | –                   | –            | –                   | –            | –              |
| Autres TOM                       |                 | 27           | –                   | –            | –                   | –            | –              |

## Femmes députées
| Législatures | Nombre | Pourcentage de l'effectif total |
| ------------ | ------ | ------------------------------- |
| Première     | 8      | 1,4 %                           |
| Deuxième     | 8      | 1,7 %                           |
| Troisième    | 11     | 2,3 %                           |
| Quatrième    | 8      | 1,6 %                           |
| Cinquième    | 8      | 1,6 %                           |
| Sixième      | 20     | 4,1 %                           |
| Septième     | 26     | 5,3 %                           |
| Huitième     | 34     | 5,9 %                           |
| Neuvième     | 33     | 5,7 %                           |
| Dixième      | 35     | 6,1 %                           |
| Onzième      | 63     | 10,9 %                          |
| Douzième     | 71     | 12,3 %                          |
| Treizième    | 107    | 18,5 %                          |
| Quatorzième  | 155    | 26,9 %                          |
| Quinzième    | 223    | 38,6 %                          |
| Seizième     | 215    | 37,3 %                          |
| Dix-septième | 208    | 36,0 %                          |